# Midsommarafton
Midsommarafton är en helgdagsafton som infaller på en fredag mot slutet av juni månad.
Dagen firades i Sverige tidigare den 23 juni, dagen före midsommardagen som sammanföll med Johannes Döparens dag. I Nya testamentet i Bibeln (Lukasevangeliet 1:36, 56–57) nämns att Johannes föddes sex månader före Jesus, varför Johannes Döparens festdag sattes till 24 juni, sex månader före jul. Johannes Döparen är ett av få helgon där man firar födelsedagen snarare än dödsdagen (den "himmelska födelsedagen"). 
Sedan 1953 är midsommardagen, helgdagen, en rörlig helgdag i Sverige och infaller på lördagen mellan 20 och 26 juni. Midsommarafton infaller därför alltid dagen före, på en fredag som inträffar på någon av dagarna mellan 19 och 25 juni.
Midsommarafton infaller i närheten av sommarsolståndet, men natten som följer på midsommarafton är inte nödvändigtvis årets kortaste natt. Årets kortaste natt i Sverige inträffar vanligen natten mellan den 20 och 21 juni, utom år före skottår (2019, 2023, 2027 etcetera) då natten mellan den 21 och 22 juni är kortare.
Firandet av Johannes Döparens dag flyttades 2003 av Svenska Kyrkan till söndagen efter midsommardagen. Johannes Döparens dag finns dock kvar som namnsdag den 24 juni. I alla andra länder som firar midsommar (utom Finland) sker firandet på den dag som är egentliga midsommardagen, det vill säga den 24 juni. 
Midsommarafton är i Sverige förknippad med ett antal traditioner, såsom dans runt stången, sill, nubbe, blomsterkrans, björklövsdekorationer och sju sorters blommor under huvudkudden (se även Midsommar i Sverige). 

## I Finland
Midsommarafton firas i Finland som i Sverige med midsommarbrasor, midsommarstänger, dans, festligheter, nypotatis, sill, och flaggning. På midsommardagen firas Finlands flaggas dag, flaggan hissas på midsommaraftonen klockan 18 och halas på midsommardagen klockan 21.

## Övriga länder
I många nordeuropeiska länder firar man midsommar med brasor.
I Danmark och Norge firar man dagen som Sankt Hans (ett äldre danskt namn på Johannes Döparen - "Hans" är en kortform av "Johannes", således "Sankt Johannes (dag)") och tänder Sankthans-bål, likt man gör i Sverige på Valborgsmässoafton.